# Lý Thuần (diễn viên)
Lý Thuần (tiếng Trung: 李纯, tiếng Anh: Li Chun) là một nữ diễn viên Trung Quốc, được biết đến qua các vai diễn trong phim truyền hình như Nghê Mạn Thiên trong Hoa Thiên Cốt (2015) và Vệ Yến Uyển trong Như Ý truyện (2018). Lý Thuần đã nhận được đánh giá cao của giới phê bình cho các tác phẩm điện ảnh cô tham gia, đặc biệt là với vai kỹ nữ sông Tần Hoài trong Kim Lăng Thập Tam Thoa và Liên Muội trong Quan Âm không chịu đi.

## Tuổi thơ và giáo dục
Lý Thuần sinh ra ở Vu Hồ, An Huy. Cô bắt đầu học vẽ khi còn nhỏ. Năm 1998, khi cô 10 tuổi, cô được nhận vào Trường múa trực thuộc Học viện Múa Bắc Kinh và tốt nghiệp năm 2005. Sau khi tốt nghiệp, cô làm vũ công tại Nhà hát Ballet Thượng Hải. Năm 2007, cô biểu diễn trong vở Butterfly Love tại Hoa Kỳ. Cô nhập học Học viện Điện ảnh Bắc Kinh năm 2009, chuyên ngành diễn xuất và tốt nghiệp năm 2013.

## Sự nghiệp
Lý Thuần bước vào làng giải trí vào tháng 10 năm 2010, khi đạo diễn Trương Nghệ Mưu tham dự lễ kỷ niệm 60 năm thành lập Học viện Điện ảnh Bắc Kinh và mời cô vào phim của ông. Lý Thuần đã có vai diễn đầu tay trong Kim Lăng Thập Tam Thoa (2011), đóng vai kỹ nữ sông Tần Hoài.
Vào tháng 6 năm 2012, cô đóng vai chính cùng với Nakaizumi Hideo trong bộ phim tôn giáo Quan Âm không chịu đi, được chiếu tại Liên hoan phim Thế giới Montreal lần thứ 37 năm 2013.
Lý Thuần đóng một vai phụ là Su Qin trong bộ phim gia đình 80s Engagement (2013). Sau đó cô đóng một vai phụ trong bộ phim Về nhà của Trương Nghệ Mưu.
Năm 2015, cô đóng vai phản diện chính trong loạt phim truyền hình lãng mạn kỳ ảo Hoa Thiên Cốt, dựa trên tiểu thuyết cùng tên năm 2009 của Fresh Quả Quả. Bộ phim đã thành công rực rỡ về mặt thương mại ở Trung Quốc, với rating trung bình là 2,784% (CMS50) và 2,213% (toàn quốc), trở thành bộ phim có rating cao thứ hai trong năm 2015 và cũng là bộ phim truyền hình Trung Quốc đầu tiên vượt qua 20 tỷ lượt xem trực tuyến. Cùng năm, cô đóng cặp với nam diễn viên Đài Loan Benjamin H. Wang trong bộ phim hài lãng mạn Tình yêu vĩnh cửu.
Năm 2016, Lý Thuần đóng vai chính trong bộ phim truyền hình phiêu lưu Mật mã Tây Tạng. Cô cũng đóng vai chính trong bộ phim truyền hình võ hiệp Họa giang hồ chi bất lương nhân dựa trên truyện tranh cùng tên.
Lý Thuần đóng một trong những vai chính của bộ phim tâm lý tội phạm Guilty of Mind (2017), dựa trên cuốn tiểu thuyết Tâm lý tội phạm năm 2012 của Lôi Mễ. Cùng năm, cô đóng vai phụ phản diện trong phim điện ảnh huyền huyễn Tam sinh tam thế: Thập lý đào hoa (phim).
Năm 2018, Lý Thuần góp mặt trong bộ phim cung đấu Như Ý truyện, đóng một trong những vai phản diện chính.
Năm 2019, Lý Thuần đóng vai chính trong bộ phim quân sự Tinh thần lính dù và góp mặt trong bộ phim chính trị lịch sử Khánh Dư Niên.
Năm 2020, Lý Thuần đóng vai chính trong bộ phim truyền hình Tân thế giới. Cùng năm, cô đóng vai chính trong bộ phim nữ quyền Thật Ra Anh Ấy Không Yêu Bạn Đến Thế (Love Yourself).
Cô đã được chọn góp mặt trong bộ phim truyền hình võ thuật Tuyết Trung Hãn Đao Hành do Wang Juan viết kịch bản.

## Phim

### Phim điện ảnh
| Năm  | Tiêu đề                                  | Tiêu đề tiếng Trung | Vai                 | Ghi chú |
| ---- | ---------------------------------------- | ------------------- | ------------------- | ------- |
| 2011 | Kim Lăng thập tam thoa                   | 金陵十三钗          | Kỹ nữ sông Tần Hoài |         |
| 2013 | Quan Âm không chịu đi                    | 不肯去观音          | Liên Muội           |         |
| 2013 | Oẳn tù tì                                | 剪刀石头布          |                     |         |
| 2014 | Trở về                                   | 归来                | Thôi Mỹ Phương      |         |
| 2014 | Liar's Confession                        | 騙子的自白          |                     | [ 20 ]  |
| 2017 | Eternal Love                             | 海角有个五店市      | Trần Nam            |         |
| 2017 | Tam sinh tam thế: Thập lý đào hoa (phim) | 三生三世十里桃花    | Tố Cẩm              |         |
| 2017 | Tâm lí tội phạm                          | 心理罪              | Trần Hi             |         |

### Phim truyền hình
| Năm  | Tên                                                  | Tiêu đề tiếng Trung | Vai               | Ghi chú   |
| ---- | ---------------------------------------------------- | ------------------- | ----------------- | --------- |
| 2014 | Tình yêu nơi đô thị (80s Engagement)                 | 大都市小爱情        | Tô Tần            |           |
| 2015 | Chiến tranh Tâm lý 101 (Say No for Youth)            | 天生要完美          | Cao Dĩnh          |           |
| 2015 | Hoa Thiên Cốt                                        | 花千骨              | Nghê Mạn Thiên    |           |
| 2016 | Họa giang hồ chi bất lương nhân                      | 画江湖之不良人      | Lục Lâm Hiên      | Vai chính |
| 2016 | Mật mã Tây Tạng                                      | 藏地密码            | Đường Mẫn         | Vai chính |
| 2018 | Như Ý truyện                                         | 如懿传              | Vệ Yến Uyển       |           |
| 2019 | Tinh thần lính dù (Paratrooper Spirit)               | 伞兵魂              | Lin Junqiao       | Vai chính |
| 2019 | Khánh Dư Niên                                        | 庆余年              | Tư Lý Lý          |           |
| 2020 | Thế giới mới (New World)                             | 新世界              | Liu Rusi          |           |
| 2020 | Thật ra anh ấy không yêu bạn đến thế (Love Yourself) | 他其实没有那么爱你  | Nhậm Nhiễm        | Vai chính |
| 2021 | Yêu rất mỹ vị (Delicious Romance)                    | 爱很美味            | Lưu Tịnh          | Vai chính |
| 2021 | Tuyết Trung Hãn Đao Hành                             | 雪中悍刀行          | Xuanyuan Qingfeng |           |
| TBA  | Lạc lối ở Bermuda                                    | 百慕迷踪            | Hu Yue            | Vai chính |

## Đĩa đơn
| Năm  | Tiêu đề tiếng Việt | Tiêu đề tiếng Anh  | Tiêu đề tiếng Trung | Album                 | Ghi chú                              |
| ---- | ------------------ | ------------------ | ------------------- | --------------------- | ------------------------------------ |
| 2020 |                    | "I Want Your Love" | 我要你的爱          | Love Yourself OST     |                                      |
| 2021 | Tình Yêu Mỹ Vị     |                    |                     | Delicious Romance OST | Hát cùng Trương Hàm Vận và Vương Cúc |

## Giải thưởng và đề cử
| Năm  | Sự kiện                                     | Hạng mục                                   | Phim được đề cử | Kết quả   | Tham khảo |
| ---- | ------------------------------------------- | ------------------------------------------ | --------------- | --------- | --------- |
| 2019 | iFeng Fashion Choice Awards                 | Phong cách thời trang của năm              | —               | Đoạt giải | [ 22 ]    |
| 2020 | Liên hoan Truyền hình Thượng Hải lần thứ 26 | Nữ phụ xuất sắc nhất                       | Thế giới mới    | Đề cử     | [ 23 ]    |
| 2020 | Lễ trao giải Diễn viên Trung Quốc lần thứ 7 | Nữ diễn viên chính xuất sắc nhất (Emerald) | —               | Đề cử     | [ 24 ]    |